# Hôtel Charles-Testu
L'Hôtel Charles-Testu est un hôtel particulier parisien, situé 26 rue de Condé, dans le 6e arrondissement de Paris.

## Histoire
L'hôtel a été construit au milieu du XVIIe siècle pour un chevalier du guet, Charles Testu,. Il correspondait alors au no 17 de la rue Neuve Saint-Lambert.
L'hôtel se trouvait, au moment de sa construction, en face de l'hôtel de Condé, détruit en 1764.
Il appartient ensuite à sa veuve, Louise Coutelle, puis à la sœur de celle-ci, Charlotte Coutelle, jusqu'en 1700.
L'hôtel a été la propriété d'Antoine Auger entre 1710 et 1713, puis de Joseph Le Gendre d’Armény entre 1713 et 1740, secrétaire des finances du duc d'Orléans en 1735, dont la sœur, Marie-Marguerite Le Gendre d'Armény (1670-1742), avait épousé le 10 juin 1690 Antoine Crozat. Il a succédé à son père dans toutes les affaires extraordinaires et toutes les sous-fermes dans lesquelles il était entré. À la fin du règne de Louis XIV il est entré dans les affaires maritimes. Il a été directeur général de l’île de Saint-Domingue. L'hôtel avait été acheté pour y loger Marie Angélique Maxime de la Motte d’Aulnay, protégée de Le Gendre d’Armény qui lui en avait laissé l'usage « pour sa vie durant de l’usufruit et de la jouissance ».
Un plafond découvert en juin 2009 a dû être réalisé vers 1713. Il a été attribué à Claude III Audran (1658-1734). Il a probablement été en partie réalisé par Antoine Watteau qui travaillait pour lui et Nicolas Lancret qui était son élève.
L'hôtel a été acheté par le marquis du Perrier qui l'a gardé jusqu'en 1762.
L'hôtel devient la propriété de Pierre Augustin Caron de Beaumarchais entre 1763 et 1785. Il l'a acheté pour y loger son père, André-Charles Caron, qui y meurt en octobre 1775. Il s'y maria avec sa deuxième épouse, madame de Sotenville, en 1768 et y composa vers 1773 Le Barbier de Séville. En avril 1773, Beaumarchais est ruiné et il est mis en prison jusqu'en mai. À partir de 1778, Beaumarchais n'aurait plus occupé cet hôtel qui n'aurait été habité que par sa sœur Julie.
L'hôtel appartient à la famille Faure entre 1809 et 1879.
La maison d'édition le Mercure de France s'y installe en 1903. L'hôtel est racheté par les éditions Gallimard en 1958.
La femme de lettres Rachilde y vécut.
Les façades sur rue et la toiture correspondante sont inscrites au titre des monuments historiques par arrêté du 20 mars 1964.